# Skandinavernas kolonisering av Amerika
Skandinaverna upptäckte "Vinland" via Island och Grönland, och slog sig ner i områden vid norra Atlanten, inklusive Nordamerikas norra kuststräckor, med början på 900-talet. Bosättningarna hade inte så långvarig verkan som senare erövringar skulle få, och kan ses som ett förspel till de storskaliga europeiska bosättningarna i Amerika.
Endast en kort tid efter Islands upptäckt, runt 900, fann den vinddrivne norrmannen Gunbjörn Grönland enligt Grönlänningasagan. Erik Röde, en fredlös islänning, ursprungligen från Norge, utvandrade 985 till Grönland och var den förste som tog sig land där. Nordbornas bebyggelse låg på två begränsade områden på öns sydvästra del, dels på Österbygden och dels på Västerbygden. I Österbygden ska ha funnits 190 gårdar och i Västerbygden 90 stycken. Från Grönland åkte man regelbundet till Kanada för att hämta timmer.
Erik Rödes saga berättar om hur Leif Eriksson, Erik Rödes son år 1000 upptäckte Kanada genom att ha blivit vinddriven västerut. Grönlänningasagan berättar däremot att det var Bjarne Herjulfsson som först siktade detta land, men även att han aldrig gick iland. Resultatet blev försök till en kolonisation av nordbor i det nya landet som kallades Vinland. Arkeologiska fynd främst från L'Anse aux Meadows har bekräftat denna bosättning. 
Ibland beskrivs detta som nordmännens kolonisering av Nordamerika, men det finns få fynd som stöder den tanken. Det är bättre att beskriva detta som deras försök att ta kontroll över handelsvägar och rättigheter för pälshandel och annat. Bosättningarna förblev små och utvecklades aldrig till permanenta kolonier. Det berodde bland annat med problem med skrälingar (indianer och inuiter).